# Tabu Recordings
Tabu Recordings – norweska wytwórnia płytowa powstała w roku 2003, w Oslo.
Jest ona w posiadaniu jednej z największych w Skandynawii wytwórni, czyli Tuba Records. Skoncentrowani są na wydawaniu płyt grup metalowych z Norwegii.

## Zespoły Tabu Recordings
- Battered
- Benea Reach
- Einherjer
- Enslaved
- Goat The Head
- Funeral
- Keep of Kalessin
- Khold
- Lumsk
- Ram-Zet
- Susperia
- The Deviant
- Vreid
- Windir